# خواب در بیداری
خواب در بیداری نخستین آلبوم فرهاد مهراد پس از انقلاب ایران است که در سال ۱۳۷۲ در قالب نوار کاست منتشر شد. فرهاد پس از وقوع انقلاب در ایران و تا زمان انتشار این آلبوم ممنوع‌الفعالیت بود و به آثار او مجوز داده نمی‌شد. از سوی وزارت فرهنگ و ارشاد اسلامی چندین ایراد به این آلبوم وارد شد که در آخرین آن مسئولین این وزارتخانه اعلام کردند که تصویر خواننده بسیار تلخ و غمگین است و مناسب انتشار نیست. فرهاد در پاسخ تصویری غمگین‌تر را به همراه یک متن برای معاون وزارتخانه فرستاد. پس از رویت عکس جدید، مجوز انتشار عکس اول صادر شد.

## درباره آلبوم
آلبوم خواب در بیداری در زمان انتشار مجموعه‌ای از ترانه‌های تازه‌منتشرشده فرهاد، دوباره‌خوانی تعدادی از ترانه‌های پیش از انقلاب او، و بازخوانی تعدادی از ترانه‌های مورد علاقه فرهاد به زبان انگلیسی بود. تمامی قطعات آلبوم با پیانو نواخته شد و نوازندگی آلبوم را فرهاد به تنهایی بر عهده داشت.

## فهرست ترانه‌ها
| شماره | نام                                                                          | سراینده                                | مدت  |
| ----- | ---------------------------------------------------------------------------- | -------------------------------------- | ---- |
| ۱.    | «تو را دوست دارم»                                                            | مهدی اخوان ثالث (با تغییرات فرهاد)     | ۱:۳۰ |
| ۲.    | «خواب در بیداری»                                                             | خوان رامون خیمنز (با تغییرات فرهاد)    | ۶:۱۹ |
| ۳.    | «خیال خوشی»                                                                  | ویلیام شکسپیر                          | ۳:۴۷ |
| ۴.    | «گنجشگک اشی مشی»                                                             |                                        | ۳:۳۷ |
| ۵.    | «نجوا»                                                                       | شهیار قنبری                            | ۳:۴۰ |
| ۶.    | «مرد تنها»                                                                   | شهیار قنبری                            | ۳:۱۶ |
| ۷.    | «Don't Let Me Be Missunderstood» (بازخوانی آهنگ نینا سیمونه)                 | بنی بنیامین، گلوریا کالدول، سول مارکوس | ۳:۰۰ |
| ۸.    | «کوچ بنفشه‌ها»                                                                | شفیعی کدکنی                            | ۶:۰۲ |
| ۹.    | «Yesterday When I Was Young» (بازخوانی آهنگ روی کلارک)                       | شارل آزناوور، جرجز گاروارنز            | ۳:۵۵ |
| ۱۰.   | «The Windmills of Your Mind» (بازخوانی آهنگ نوئل هریسون / داستی اسپرینگفیلد) | آلن برگمن، مرلین برگمن                 | ۴:۲۲ |
| ۱۱.   | «Unchained Melody» (بازخوانی آهنگ الکس نورث / رایجس برادرز)                  | هی زارت                                | ۳:۵۳ |
| ۱۲.   | «Yesterday» (بازخوانی آهنگ بیتلز)                                            | جان لنون، پل مک‌کارتنی                  | ۲:۳۴ |
| ۱۳.   | «Hey, That's No Way to Say Goodbye» (بازخوانی آهنگ لئونارد کوهن)             |                                        | ۲:۳۷ |